# Arctictis binturong
O urso-gato-asiático (Arctictis binturong), também conhecido como binturong ou de forma aportuguesada binturongue, é uma espécie de mamífero da família Viverridae nativa do Sul e no Sudeste Asiático. É onívoro e alimenta-se principalmente de frutas, mas também de outros vegetais e pequenos animais como roedores, insetos, peixes e aves. O significado do nome binturong foi perdido devido à extinção do dialecto local. Seu nome científico Arctictis vem do grego arktos (urso) + iktis (marta-de-garganta-amarela).
É um animal difícil de ser encontrado na natureza, e atualmente encontra-se na Lista Vermelha da IUCN como vulnerável devido a uma tendência de declínio populacional estimado em 30% desde meados de 1980.

## Características

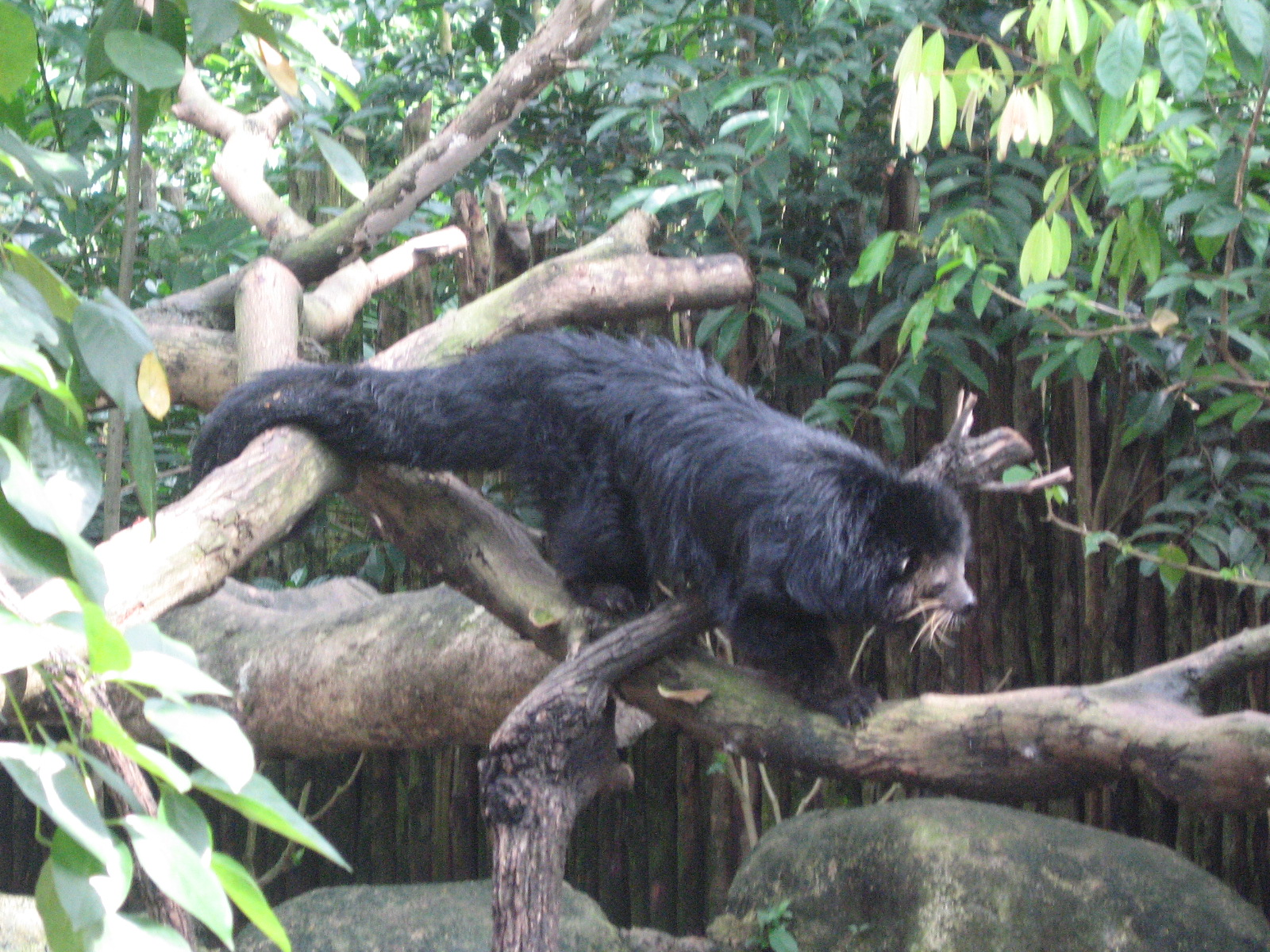
Binturongue usando sua cauda para mover-se por troncos no Zoológico de Singapura, 2006

É um animal noturno e arborícola, e dorme em troncos. Sua cauda possui fortes musculos na base e uma ponta flexível, tornando-o uma das duas espécies de carnívoro - a outra sendo o jupará - a ter cauda preênsil. A qual ele usa como um quinto braço para escalar e se mover pela copa das árvores. Jovens binturongs são capazes de se pendurar usando somente sua cauda, mas adultos são muito pesados e precisam usar uma ou duas patas para ter uma maior firmeza. São cobertos por uma pelagem grossa, de cor preta ou marrom escuro, com pontas acizentadas. Suas orelhas redondas e curvadas que são cobertas por longos tufos de cabelo que crescem acima das mesmas. Possui olhos pequenos, com um tom marrom avermelhado, e suas pupilas são verticais - anatomia comum em seres de hábitos noturnos.
Chega a medir de 60 a 96 cm de comprimento e sua cauda atinge dos 55 aos 90 cm. Pesa entre 9 a 14 kg embora haja registo de indivíduos que chegam aos 22 kg. As fêmeas são cerca de 20% maiores e mais pesadas que os machos. Seus fortes pés, garras semirretráteis e cauda preênsil os permitem ser excelentes escaladores. Também são capazes de nadar e mergulhar bem, e frequentemente vão para a água se refrescar.
Apesar de ser visto solitário na natureza, pequenos grupos não são incomuns e são formados por um casal e seus filhotes. E assim como na sociedade mangusta, a fêmea é o adulto dominante. Em cativeiro os binturongues vivem juntos e se comunicam utilizando de várias técnicas, como vocalização e movendo suas caudas, mostrando que são uma espécie relativamente social.
Ambos os sexos possuem glândulas odoríferas na genitália que produz um odor semelhante ao da pipoca, devido a presença de 2-acetil-1-pirrolina, ou 2AP, em sua urina, o mesmo composto presente em certos alimentos quando em altas temperaturas, como na pipoca durante o processo de estouro, cozimento do arroz e torradas recém-assadas.

## Distribuição e habitat
O binturong pode ser encontrado nas florestas tropicais ao longo do Sudeste Asiático em Laos, Tailândia, Camboja, Myanmar, Malásia e Vietnã, nas ilhas de Calimantã, Sumatra e Java na Indonésia e Palauã nas Filipinas, na província de Iunã na China, e até em regiões da Índia, Butão e Bangladesh no Sul Asiático, um espécime foi coletado no arquipélago de Sulu por Jacques Bernard Hombron e Honoré Jacquintot durante a expedição do navio francês Astrolabe, mas não se sabe se a espécie ainda se encontra na região.
Sua população na natureza vem sendo ameaçada pela expansão agrícola, levando ao desmatamento e degradação de seu habitat, a caça por sua carne, seu uso em medicinas tradicionais e comercialização no tráfico de animais. Assim como as civetas, muitos binturongs são capturados e mantidos em más condições em fazendas para a produção de café civeta (kopi luwak), resultando num aumento de mortalidade.
Binturongs são seres arborícolas e vivem quase exclusivamente nas copas de árvores altas em florestas tropicais densas e fechadas, portanto, requerem vegetação densa no chão e nas árvores para sobreviver.

## Comportamento animal
Binturongs são animais normalmente noturnos, movendo-se lentamente por sua casa nas árvores procurando por frutas, de dia costumam dormir em galhos no alto das copas, tomando banho de sol, não são animais muito agéis e também devido ao seu peso eles precisam descer das copas para mudar de árvore. Eles cuidam de sua pelagem de maneira semelhante aos gatos, lambendo e mordiscando seus pelos, e afiam suas garras arranhando troncos.
 

Existem registros de ataques por tigres e dholes, porém não são considerados seus predadores, portanto, além dos humanos, os binturongs não possuem predadores naturais.

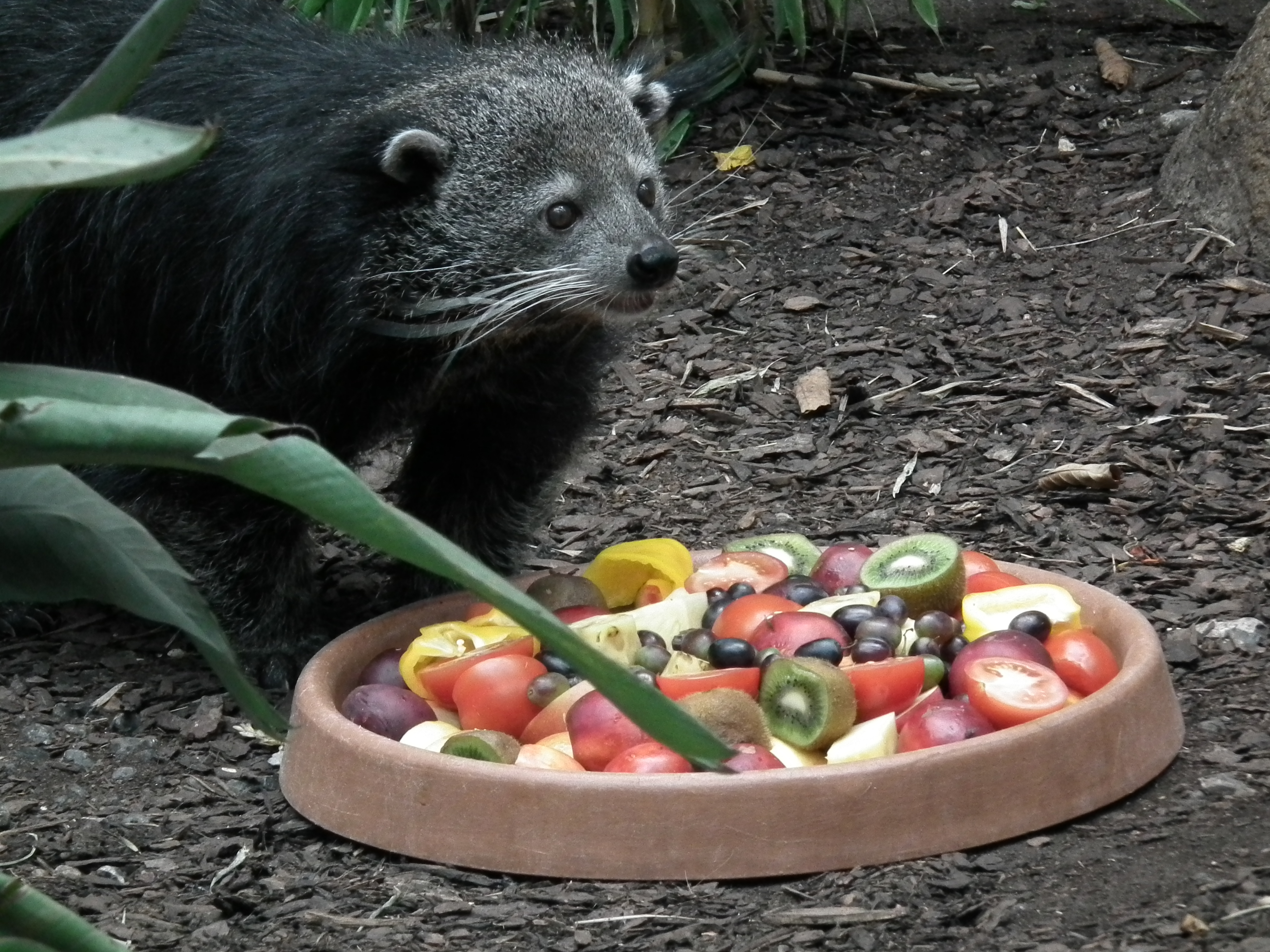
A dieta de um binturongue consiste primariamente de frutas

### Dieta
Apesar de serem da ordem carnívora, a dieta do binturong é quase exclusivamente frugívora, portanto se alimentam principalmente de frutas, especialmente de figos, mas também se alimentam de outras frutas e vegetais, pequenos mamíferos, pássaros e peixes. Além disso são oportunistas e comem carniças, ovos, folhas e brotos, e podem caçar caso tenham a oportunidade. Durante a noite, podem sair para caçar pequenos animais como roedores, pássaros e invertebrados, perseguindo sua presa de forma semelhante a um gato. Devido a sua habilidade em nado e mergulho, os binturongues também podem caçar peixes durante seus banhos.

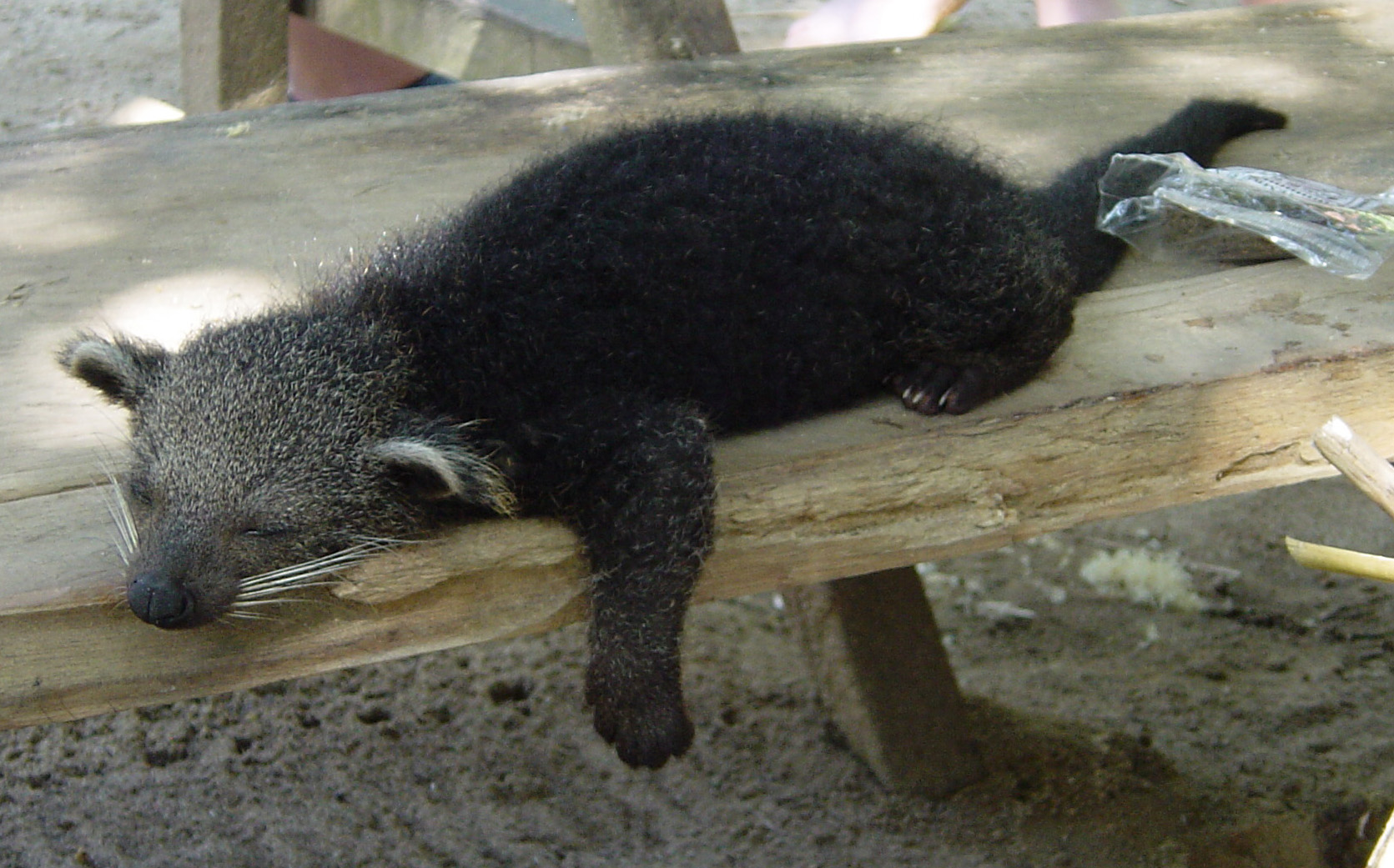
Jovem binturongue mantido como animal de estimação por Orang Asli em Taman Negara, Malásia

O binturong é uma espécie-chave em seu ecossistema, por ser o principal agente dispersor da figueira-estranguladora, pois, ao ingerir sua semente, o seu organismo consegue remover a camada mais grossa da semente sem destruí-la através da zoocoria.
Em cativeiro se alimentam de misturas compostas por frutas, como banana, melão cantaloupe, maçã, pêssego e kiwi, rações de gato ou cachorro, e suplemento mineral.

### Reprodução
Acredita-se que o binturong não tenha um período de acasalamento fixo, porém parecem apresentar maior instância entre Fevereiro e Abril e depois entre Julho e Novembro. Por ser um dos poucos mamíferos capazes de diapausa embrionária, que permite a fêmea escolher as condições favoráveis para o parto, o acasalamento pode ocorrer a qualquer período do ano.
O ciclo estral do binturong é de 81 dias, e após o período de gestação, que dura cerca de 3 meses, a binturong fêmea desce das árvores e se esconde em folhagem densa, fora da vista de predadores e protegendo a si e seus filhotes de sol e chuva. A ninhada é de um a três filhotes, apesar de terem registros de até seis.
Os filhotes nascem com os olhos fechados e do tamanho aproximado de um punho humano. Durante os primeiros dias de vida eles se mantém escondidos na pelagem densa de sua mãe, se alimentando exclusivamente de seu leite. Após de cerca de 2 meses ocorre a desmama e os filhotes, já com uma pelagem grossa e do tamanho de um gato doméstico, começam a sair para explorar e procurar seu próprio alimento. A espécie atinge a maturidade adulta após um ano. Na natureza, acredita-se que binturongs vivem cerca de 20 anos, porém podem chegar até 25 anos ou mais anos em cativeiro.

## Taxonomia e subespécies

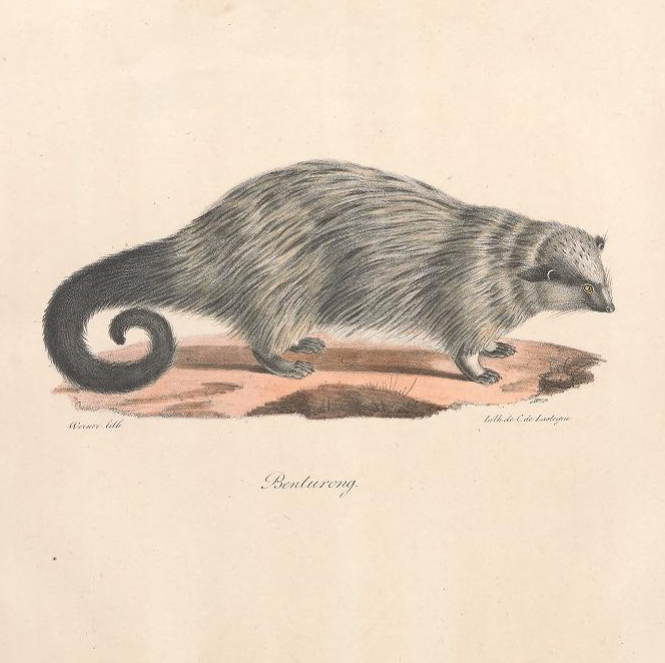
Paradoxurus albifrons. Alfred Duvaucel. 1822

Em 1901, Emilé Oustalet, ao revisar as espécies de diferentes origens, sugeriu que houvesse somente uma espécie de binturongue, e que a coloração variava por idade. Em 1933, Reginald Innes Pocock identificou quatro subespécies.
O nome genérico Arctictis foi proposto por Conraad Jacob Temminck em 1824. Ao longo dos séculos XIX e XX foram descritas nove subespécies de binturongues:
- Arctictis binturong binturong, descrito por Thomas Stamford Raffles em 1821 como uma espécie da Malaca, na Malásia.[14]
- A. b. albifrons, previamente nomeado Paradoxurus albifrons, foi proposto por Fredéric Cuvier em 1822, baseado em uma ilustração de um binturong de Butão, feita por Alfred Duvaucel.[15] Porém foi reavaliado como uma espécie de Tonquim, região norte do Vietnã.[14]
- A. b. penicillata, ou binturong-de-sumatra, por Temminck, em 1835.[14]
- A. b. whitei, ou binturong-palauã, proposto por Joel Asaph Allen em 1910, é endêmica na ilha de Palauã.[14]
- A. b. pageli por Ernst Schwarz, em 1911.[14]
- A. b. gairdneri por Oldfield Thomas, em 1916.[14]
- A. b. niasensis, ou binturong-de-bornéu, por Marcus Ward Lyon Jr, em 1916.[14]
- A. b. kerkhoveni por Henri Jacob Victor Sody, em 1936.[14]
- A. b. memglaensis, proposto por Wang e Li em 1937, província de Iunã, China.[14]